# Gachnang
Gachnang (toponimo tedesco) è un comune svizzero di 4 211 abitanti del Canton Turgovia, nel distretto di Frauenfeld.

## Storia
Nel 1998 ha inglobato i comuni soppressi di Islikon, Kefikon (tranne una piccola parte del territorio, assegnata al comune di Wiesendangen nel Canton Zurigo), Niederwil e Oberwil (tranne le località di Schönenhof e Zelgli, assegnate al comune di Frauenfeld).

## Monumenti e luoghi d'interesse

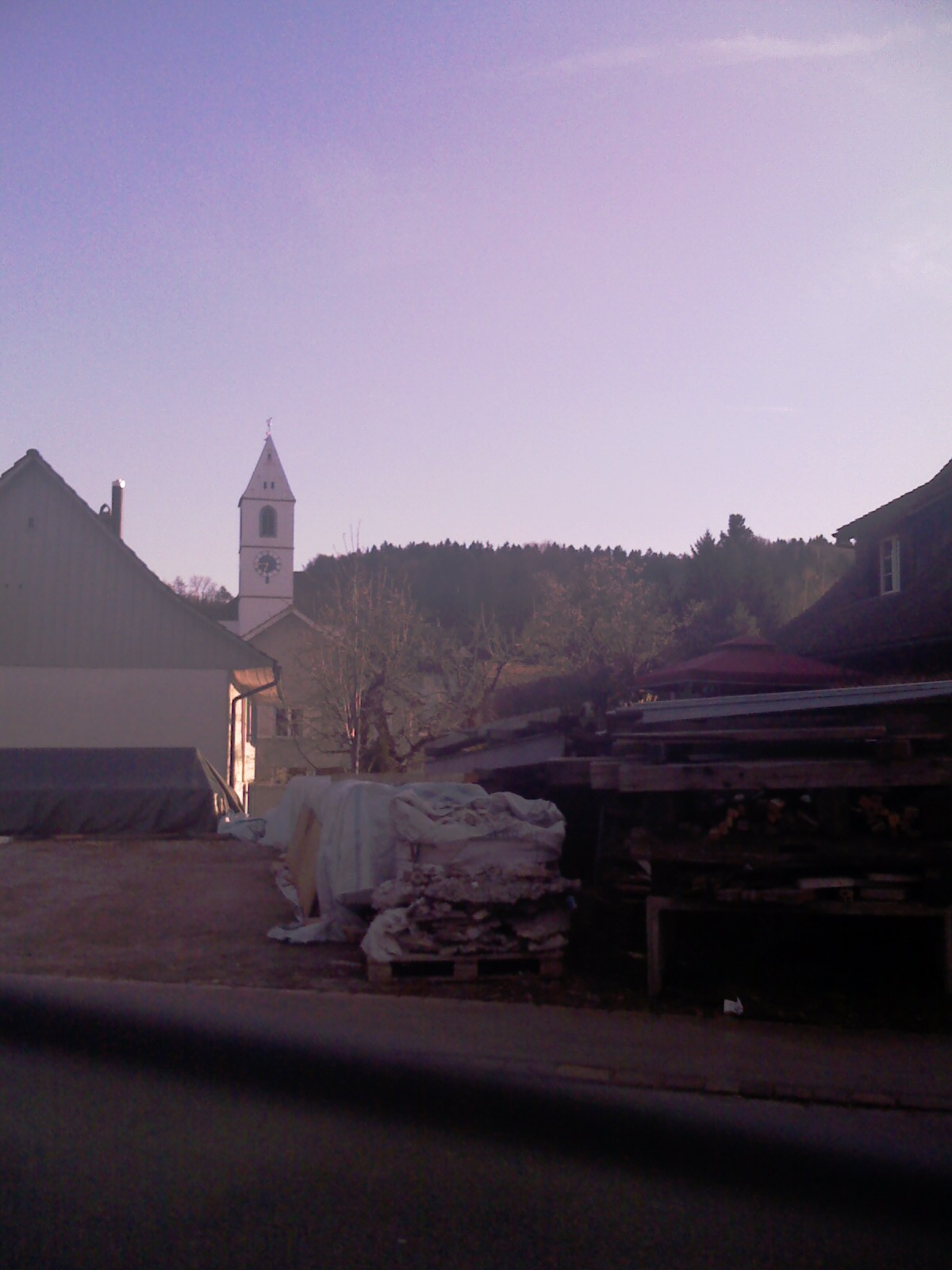
La chiesa riformata

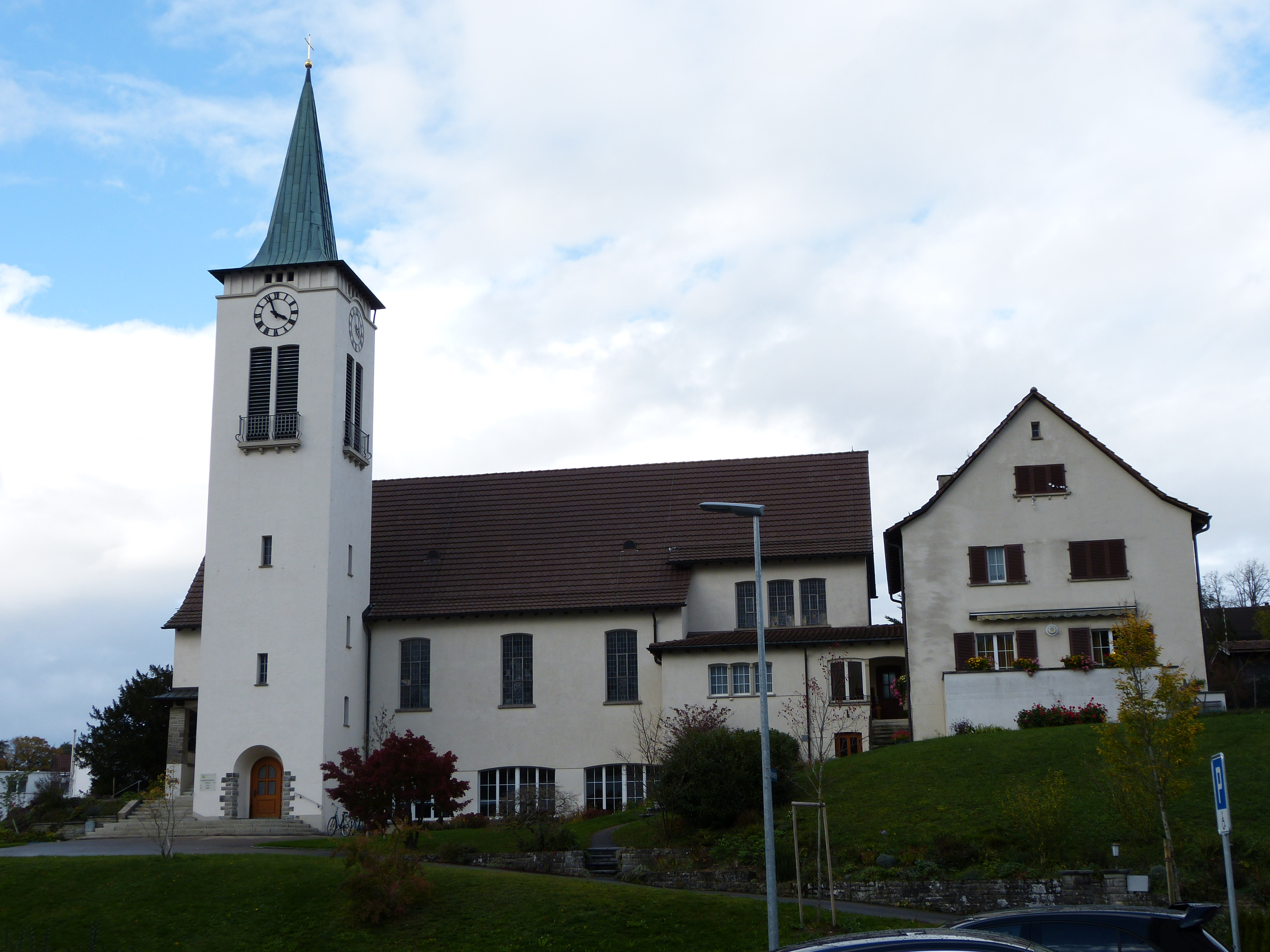
La chiesa parrocchiale cattolica

- Chiesa riformata, eretta prima del XIII secolo[1];
- Chiesa parrocchiale cattolica, già cappella del castello, eretta nel 1587[1].

## Società

### Evoluzione demografica
L'evoluzione demografica è riportata nella seguente tabella:
Abitanti censiti

## Geografia antropica

### Frazioni
- Islikon[3]
- Kefikon[4]
- Niederwil[5]
  - Bethelhausen
  - Strass
- Oberwil[6]
  - Mesenriet
  - Rosenhuben

## Amministrazione
Ogni famiglia originaria del luogo fa parte del cosiddetto comune patriziale e ha la responsabilità della manutenzione di ogni bene ricadente all'interno dei confini del comune.

## Infrastrutture e trasporti
Gachnang è servito dalla stazione di Islikon sulla ferrovia Winterthur-Romanshorn.